# Renault Master III
Le Master est un véhicule utilitaire léger produit par le constructeur automobile français Renault entre 2010 et 2024. Il s'agit de la troisième génération du Renault Master qui remplace le Master II.
D'autres constructeurs commercialisent leur propre version de ce Master III : Nissan (avec le NV400 et l'Interstar II, Opel et Vauxhall (avec le Movano B) et Renault Trucks (avec le Master III Red).

## Présentation
Le Master est un véhicule de 2,8 à 4,5 tonnes de PTAC. Sur le moteur 2.3 dCi, les intervalles de vidange passent à 40 000 km ou 2 ans, le renouvellement des fluides à 160 000 km ou 6 ans, et la distribution par courroie est remplacée par un modèle à chaine.
Le Master est à traction (moteur transversal, roues arrière simples) ou propulsion (moteur longitudinal, roues arrière simples ou jumelées en série sur la version 4,5 tonnes). Contrairement au Master II, le fourgon propulsion est monocoque.
Quatre longueurs et trois hauteurs de carrosserie sont disponibles avec des volumes utiles de 8 à 17 m3.
Également disponible de série un système de motricité renforcée avec mode sol meuble baptisé "Extended Grip" chez Renault et chez Renault Trucks et chez Nissan ou "IntelliGrip" chez Opel et chez Vauxhall.
Les clones de la 3e génération du Renault Master sont le Nissan NV 400 depuis 2012 et jusqu'en 2021, l'Opel Movano (vendu sous la marque Vauxhall en Grande-Bretagne) mais aussi depuis 2010 le Renault Trucks Master III Red.
Le Renault Master III est transformé (stickers, découpes de carrosserie, habillage fourgon, aménagements fourgon, conversion pour le transport de personnes à mobilité réduite) par Renault Pro+ sur le site lorrain de Qstomize à Batilly, en France. Il en est de même pour son frangin le Renault Trucks Master III Red, mais aussi son clone japonais le Nissan NV400/Interstar II et son clone allemand l'Opel/Vauxhall Movano B.
Depuis 2013, il est vendu et produit au Brésil.

Phase 1
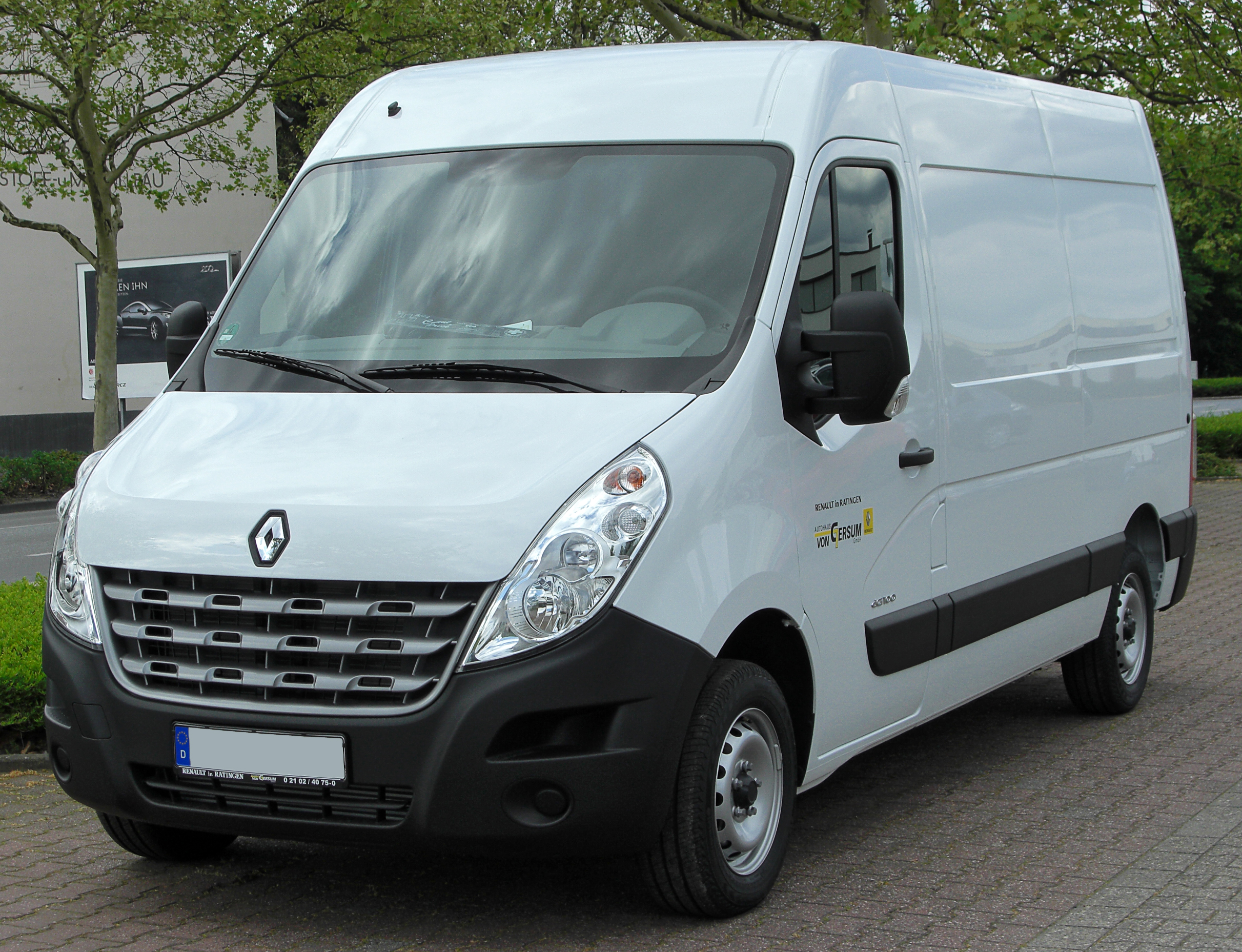
Trois quarts avant du Renault Master III (phase 1) fourgon.
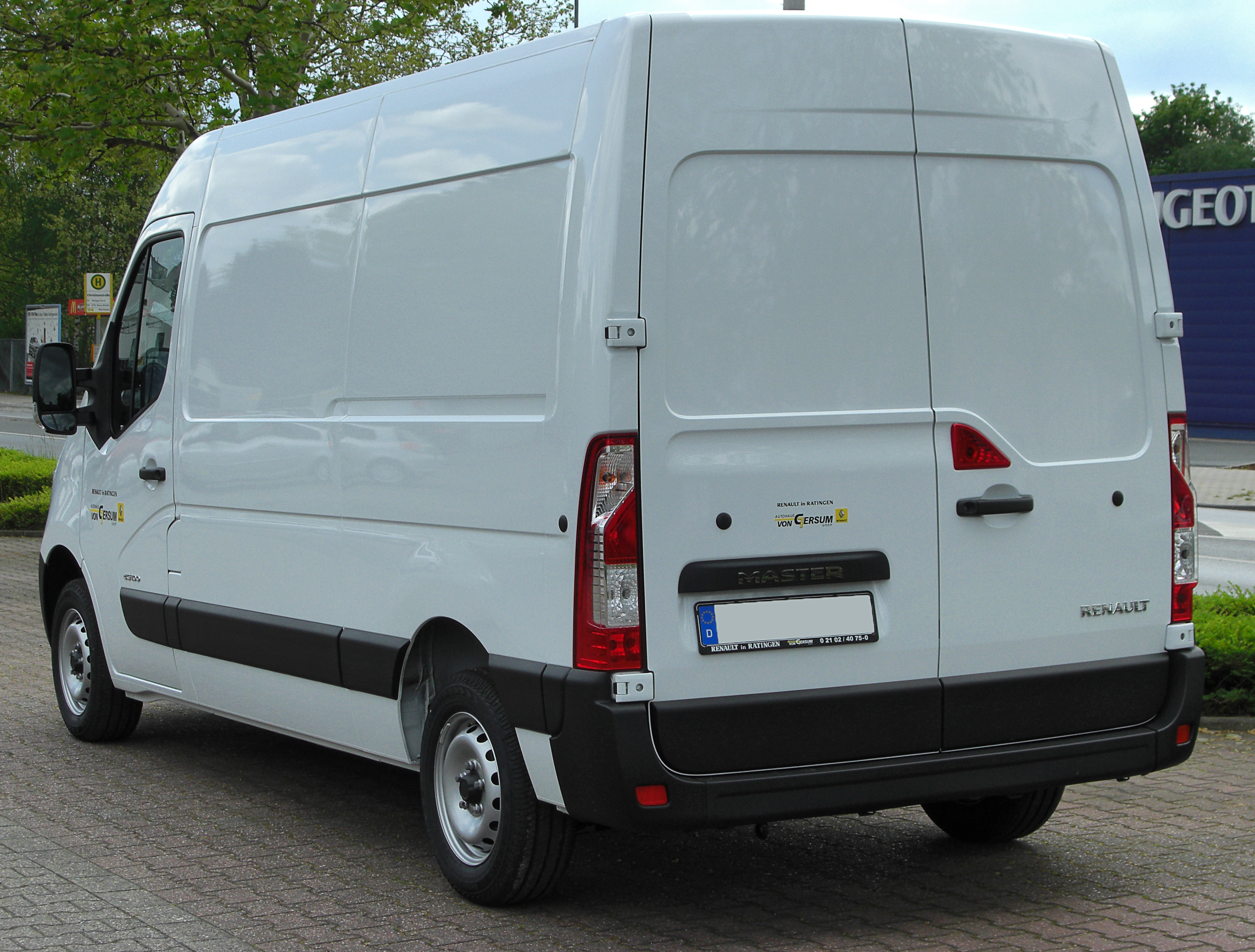
Vue arrière du Renault Master III (phase 1).
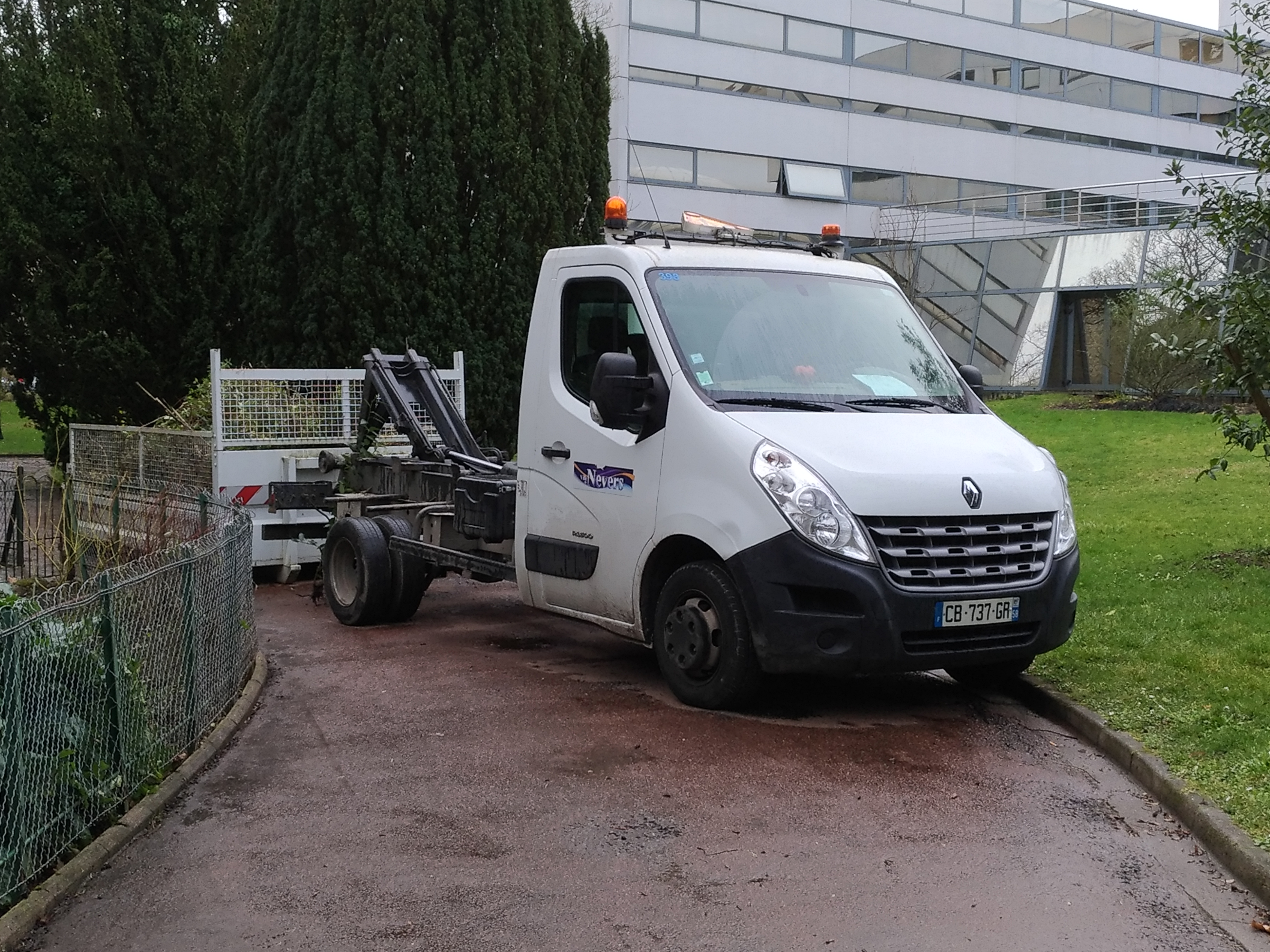
Un Renault Master III (phase 1) cabine.
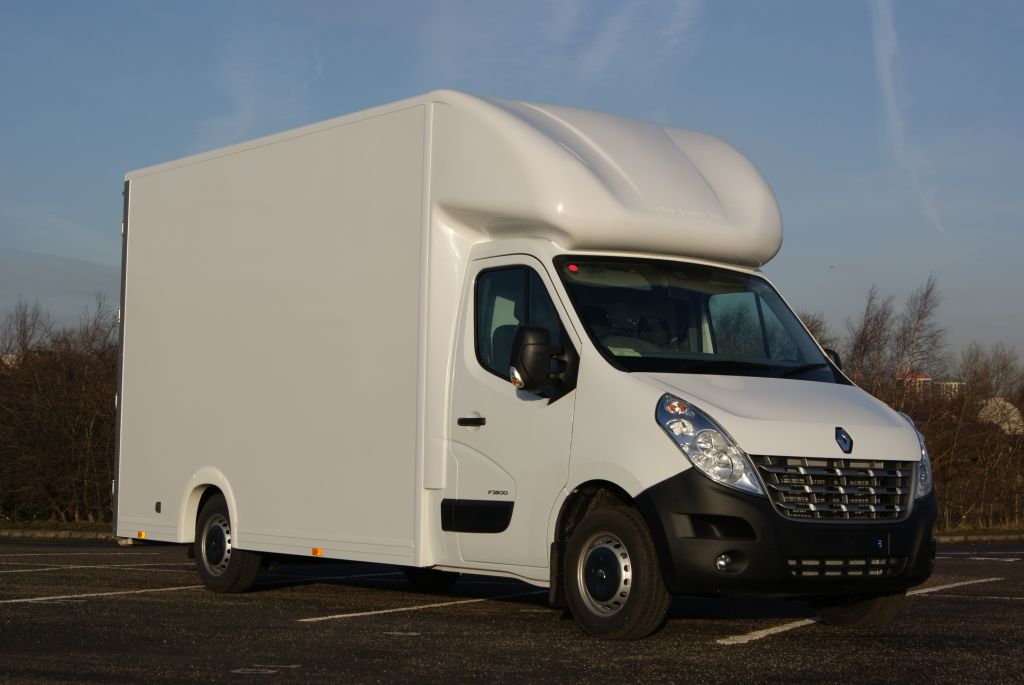
Un Renault Master III (phase 1) avec une cabine approfondie.
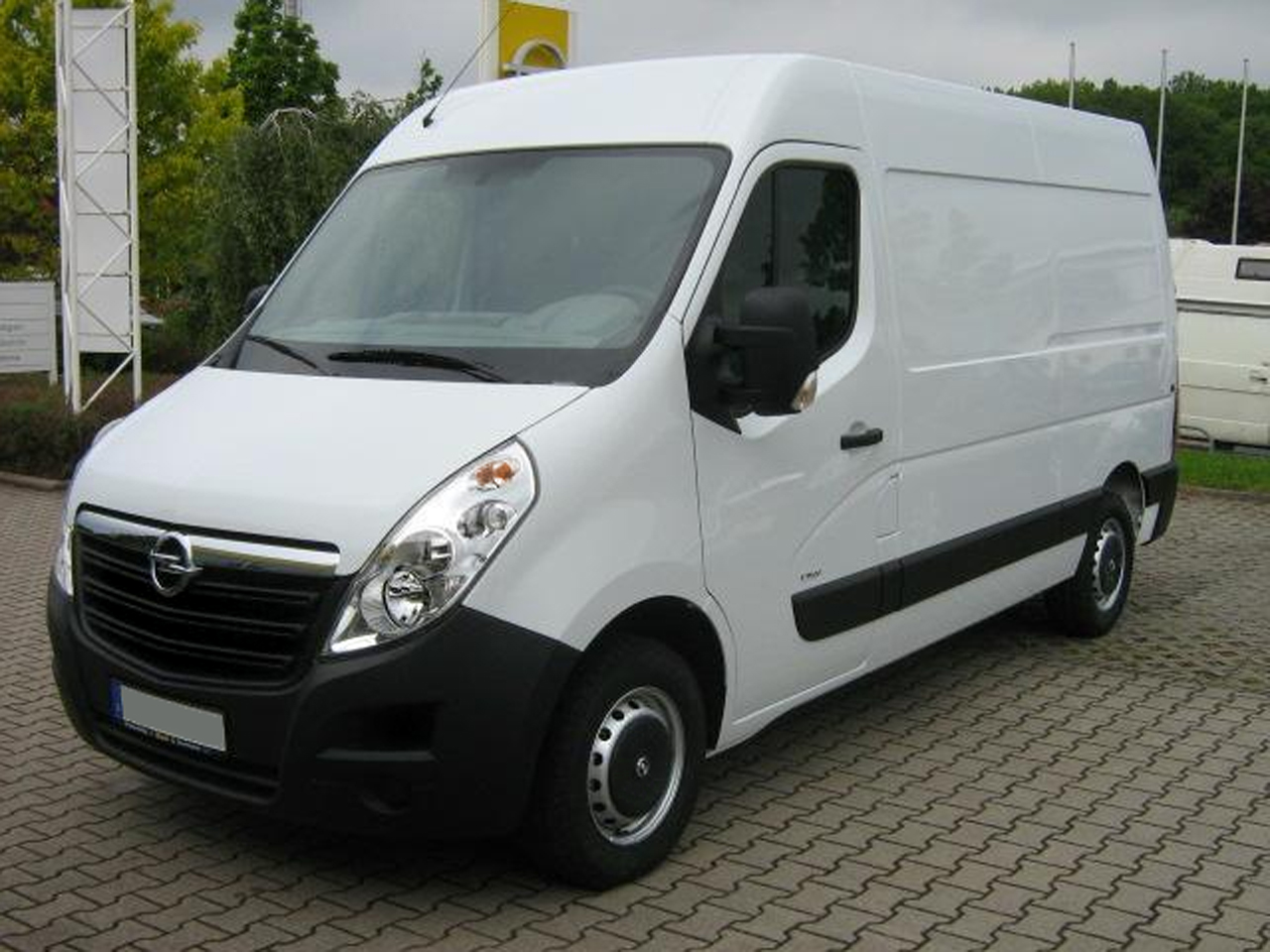
Un Opel Movano B (phase 1).
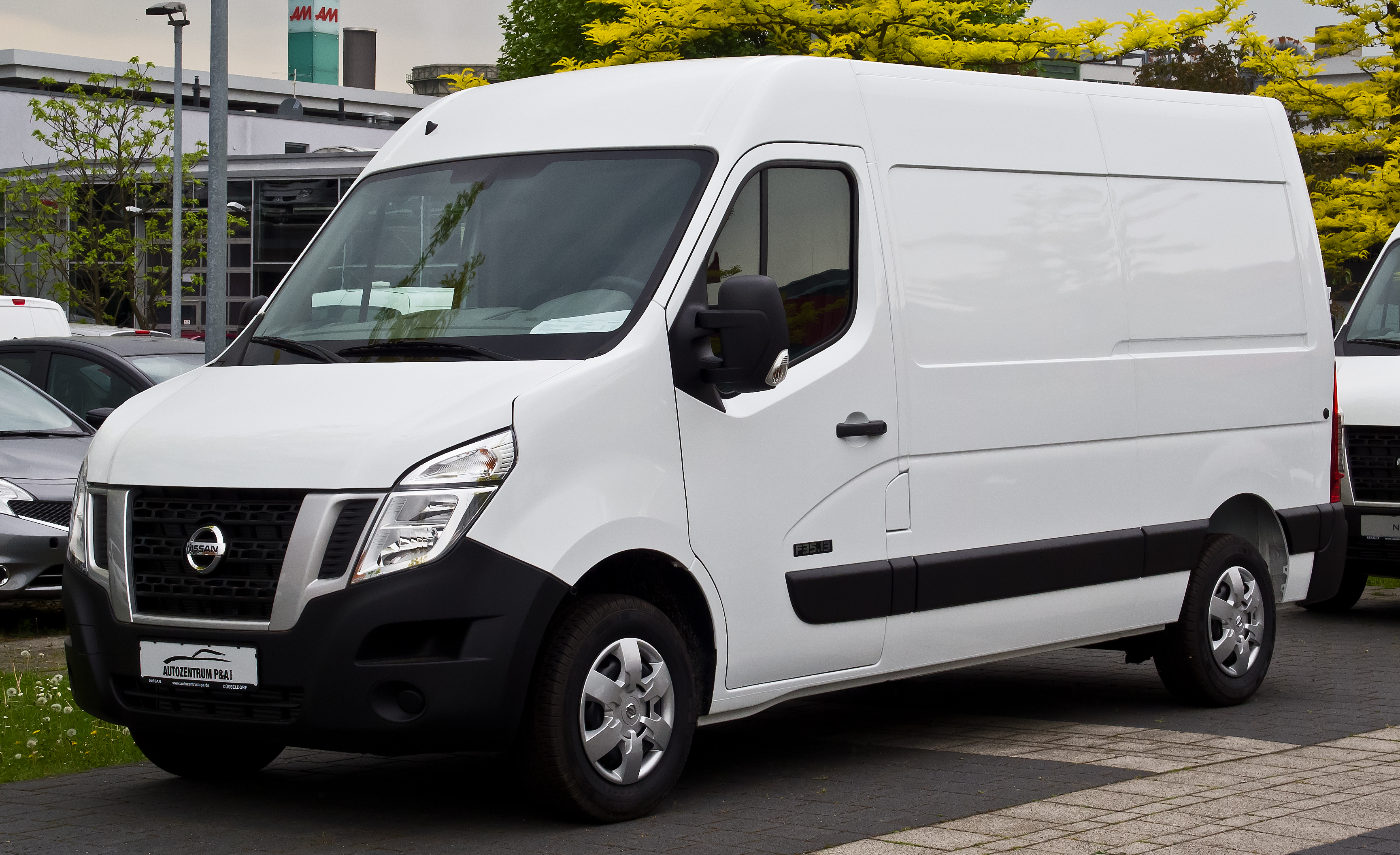
Un Nissan NV400 (phase 1).

### Phase 2
Fin avril 2014,, le Master bénéficie d'un premier restylage avec une calandre englobant le logo de Renault. L'intérieur de la cabine se veut connecté (emplacements et connexions pour smartphone, tablette, PC portable) le tout commandé par un écran tactile 7" intégré au tableau de bord (en option) avec les systèmes multimédias baptisés "R-Link" chez Renault et chez Renault Trucks ou "IntelliLink" chez Opel-Vauxhall. La caméra de recul est également disponible en option. Fin 2017, le Renault Master est, pour la première fois de son histoire, proposé dans une version électrique, baptisée Master ZE. Le moteur électrique R75 est repris de la Renault Zoé et développe une puissance de 57 kW, la batterie fait 33 kWh. Le constructeur annonce une autonomie de 200 km selon le cycle NEDC. En 2022, une nouvelle version du Master ZE est présentée, baptisée Master E-Tech Electric et bénéficiant d'une batterie de 52 kWh, permettant une autonomie de 200 km selon le cycle WLTP. Le Master électrique sera décliné uniquement chez Renault et chez Renault Trucks.
À noter que Nissan et Opel/Vauxhall n'ont pas suivi et que les Nissan NV400/Interstar II et Opel/Vauxhall Movano B ne seront pas déclinés en électrique.

Phase 2
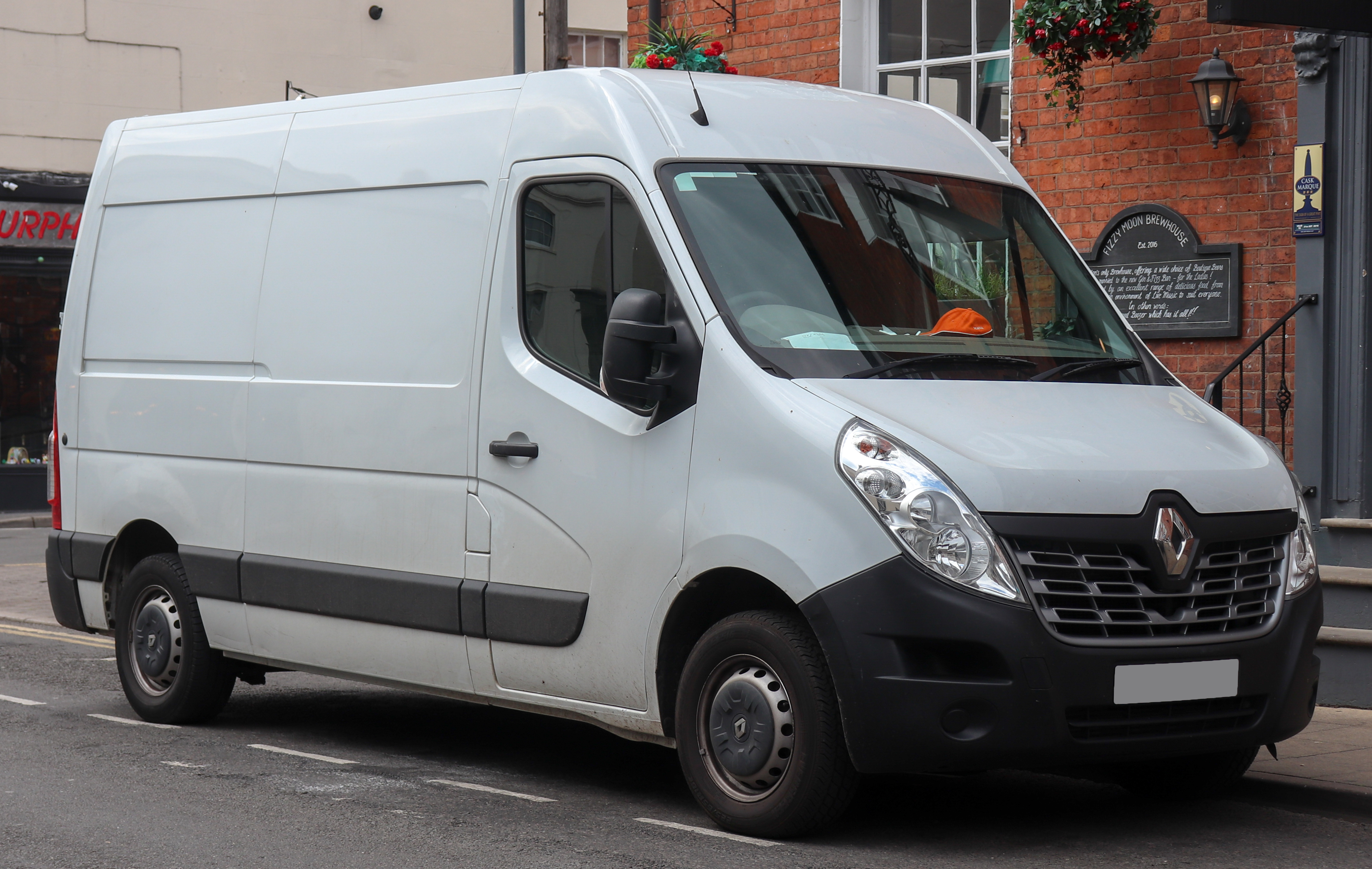
Un Renault Master III (phase 2).

### Phase 3
En avril 2019, Renault présente le second restylage du Master : il hérite d'une nouvelle face avant garnie d'un éclairage à LED en forme de crochet. Un chargeur de smartphone à induction est également disponible en option.
À la suite du rachat d'Opel et de sa filiale britannique Vauxhall par PSA en mars 2017, la fabrication du Movano B, clone du Renault Master III, s'arrête en juin 2021. 
Au printemps 2021, le groupe Stellantis, nouveau propriétaire des marques Opel/Vauxhall, a annoncé la fin du partenariat avec Renault pour l'Opel/Vauxhall Movano B et la commerclisation à l'été d'une nouvelle version construite sur la base de l'utilitaire Fiat Ducato III.
Il est remplacé par le Movano C, un clone du Fiat Ducato III, comme les Citroën Jumper/Relay II et Peugeot Boxer/Manager II et devient un concurrent direct du Renault Master.
En septembre 2021, le Nissan NV400 est rebaptisé Interstar comme le modèle de la première génération qu'il a remplacé.
À partir de mi 2022, Luca De Meo, PDG de Renault Pro+, a annoncé que la commercialisation de toutes les versions non rehaussées en transports fermés (Combi 8/9 places, Combi transport de personnes à mobilité réduite, cabine profonde 5/6 places, fourgon 2/3 places) dites "H1" allait être définitivement arrêtée (aussi bien en diesel qu'en électrique),  aussi bien chez Renault (Master III),  que chez Renault Trucks (Master III Red) que chez Nissan (Interstar II). Il en sera de même pour les versions ultra compactes dites "L1", (Combi 8/9 places, Combi transport de personnes à mobilité réduite, cabine approfondie 5/6 places, fourgon 2/3 places), et ce aussi bien chez Renault (Master III),  que chez Renault Trucks (Master III Red) que chez Nissan (Interstar II), et aussi bien en diesel qu'en électrique  .

Phase 3
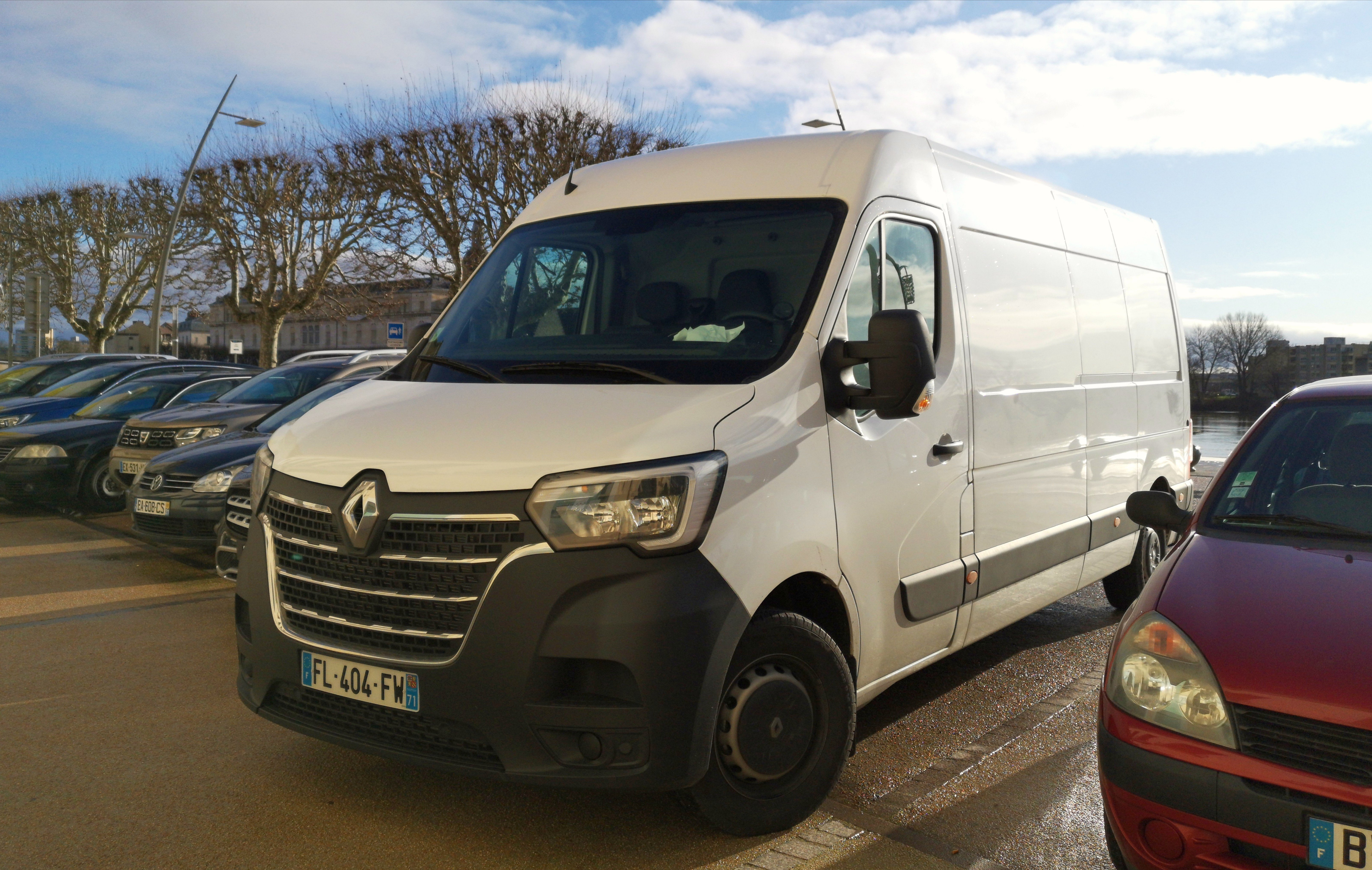
Un Renault Master III (phase 3).
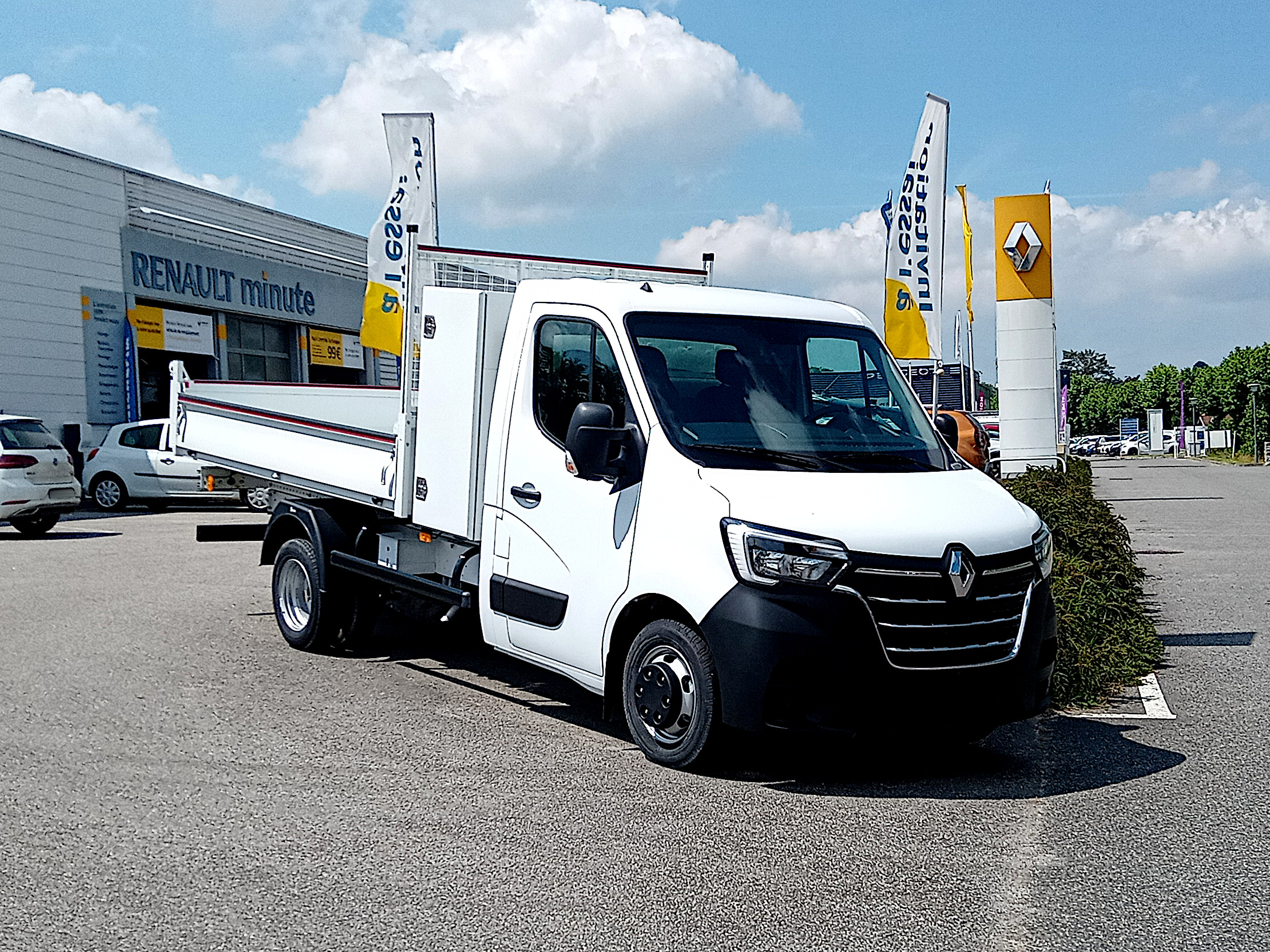
Une version benne basculante.

### Master Van H2-Tech
Au mondial de l'automobile de Paris 2022, HYVIA présente une version de série du Renault Master Van H2-TECH, roulant à l'hydrogène,. La technologie de cette version inédite permettrait de récupérer 400 km d'autonomie en 5 min de charge.
Renault expose le Master Van H2-Tech en mai-juin 2023 en Espagne, afin de lancer la nouvelle version de l'utilitaire sur ce marché.
Le nouveau Master arrivera bientôt en hydrogène, version hydrogène déclinée chez Renault, chez Renault Trucks et chez Nissan. Cette motorisation hydrogène est toujours à l'étude sur le Trafic, sous le nom de "Renault Trafic H2-Tech", mais elle serait normalement déclinée chez Renault, chez Renault Trucks et chez Nissan

## Caractéristiques techniques

### Motorisations
|                            | 2.3 dCi                             | 2.3 dCi                             | 2.3 dCi                             | 2.3 dCi                             | 2.3 dCi                             | 2.3 dCi                             | 2.3 dCi                             | 2.3 dCi                             | 2.3 dCi                             | 2.3 dCi                             | R75 e-Tech |
| -------------------------- | ----------------------------------- | ----------------------------------- | ----------------------------------- | ----------------------------------- | ----------------------------------- | ----------------------------------- | ----------------------------------- | ----------------------------------- | ----------------------------------- | ----------------------------------- | ---------- |
| Type moteur                | M9T                                 | M9T                                 | M9T                                 | M9T                                 | M9T                                 | M9T                                 | M9T                                 | M9T                                 | M9T                                 | M9T                                 |            |
| Cylindrée (cm3)            | 2298 (existe aussi en version 2299) | 2298 (existe aussi en version 2299) | 2298 (existe aussi en version 2299) | 2298 (existe aussi en version 2299) | 2298 (existe aussi en version 2299) | 2298 (existe aussi en version 2299) | 2298 (existe aussi en version 2299) | 2298 (existe aussi en version 2299) | 2298 (existe aussi en version 2299) | 2298 (existe aussi en version 2299) |            |
| Alésage (mm) / course (mm) | 85 / 101,3                          | 85 / 101,3                          | 85 / 101,3                          | 85 / 101,3                          | 85 / 101,3                          | 85 / 101,3                          | 85 / 101,3                          | 85 / 101,3                          | 85 / 101,3                          | 85 / 101,3                          |            |
| Architecture               | 4-cylindres en ligne                | 4-cylindres en ligne                | 4-cylindres en ligne                | 4-cylindres en ligne                | 4-cylindres en ligne                | 4-cylindres en ligne                | 4-cylindres en ligne                | 4-cylindres en ligne                | 4-cylindres en ligne                | 4-cylindres en ligne                |            |
| Puissance maximale ch (kW) | 100                                 | 110                                 | 125                                 | 130                                 | 135                                 | 145                                 | 150                                 | 165                                 | 170                                 | 180                                 | 76         |
| au régime de (tr/min)      | 3500                                | 3500                                | 3500                                | 3500                                | 3500                                | 3500                                | 3500                                | 3500                                | 3500                                | 3500                                |            |
| Couple maximal (N m)       | 285                                 | 285                                 | 310                                 | 330                                 | 330                                 | 360                                 | 385                                 | 380                                 | 380                                 | 400                                 | 225        |
| au régime de (tr/min)      | 1250                                | 1250                                | 1250                                | 1250                                | 1250                                | 1500                                | 1500                                | 1500                                | 1500                                | 1500                                |            |
| Boîte de vitesses          | Manuelle à 6 rapports               | Manuelle à 6 rapports               | Manuelle à 6 rapports               | Manuelle à 6 rapports               | Manuelle à 6 rapports               | Manuelle à 6 rapports               | Manuelle à 6 rapports               | Manuelle à 6 rapports               | Manuelle à 6 rapports               | Manuelle à 6 rapports               |            |
| Émissions de CO2 (g/km)    | 205                                 | 120                                 | 115                                 | 351                                 | 222 - 260                           | 351                                 | 219 - 261                           | 357                                 | 94                                  | 224 - 270                           | 0          |

Légende couleur : Diesel ; Électrique

## Utilisateurs

### France
Le Renault Master est un véhicule très utilisé dans la fonction publique française.
La Police nationale, l'administration pénitentiaire et les CRS utilisent des Master III en phase 1 et 2 en version L2H2 Combi. La Police municipale roule avec des Master III phase 1 en version L2H2 fourgon.

Beaucoup de Master sont utilisés comme véhicule de secours et d'assistance aux victimes par les pompiers de France. Différentes version sont utilisés, notamment des châssis cabine pour les plus grandes ambulances.

Utilisations professionnelles du Renault Master III
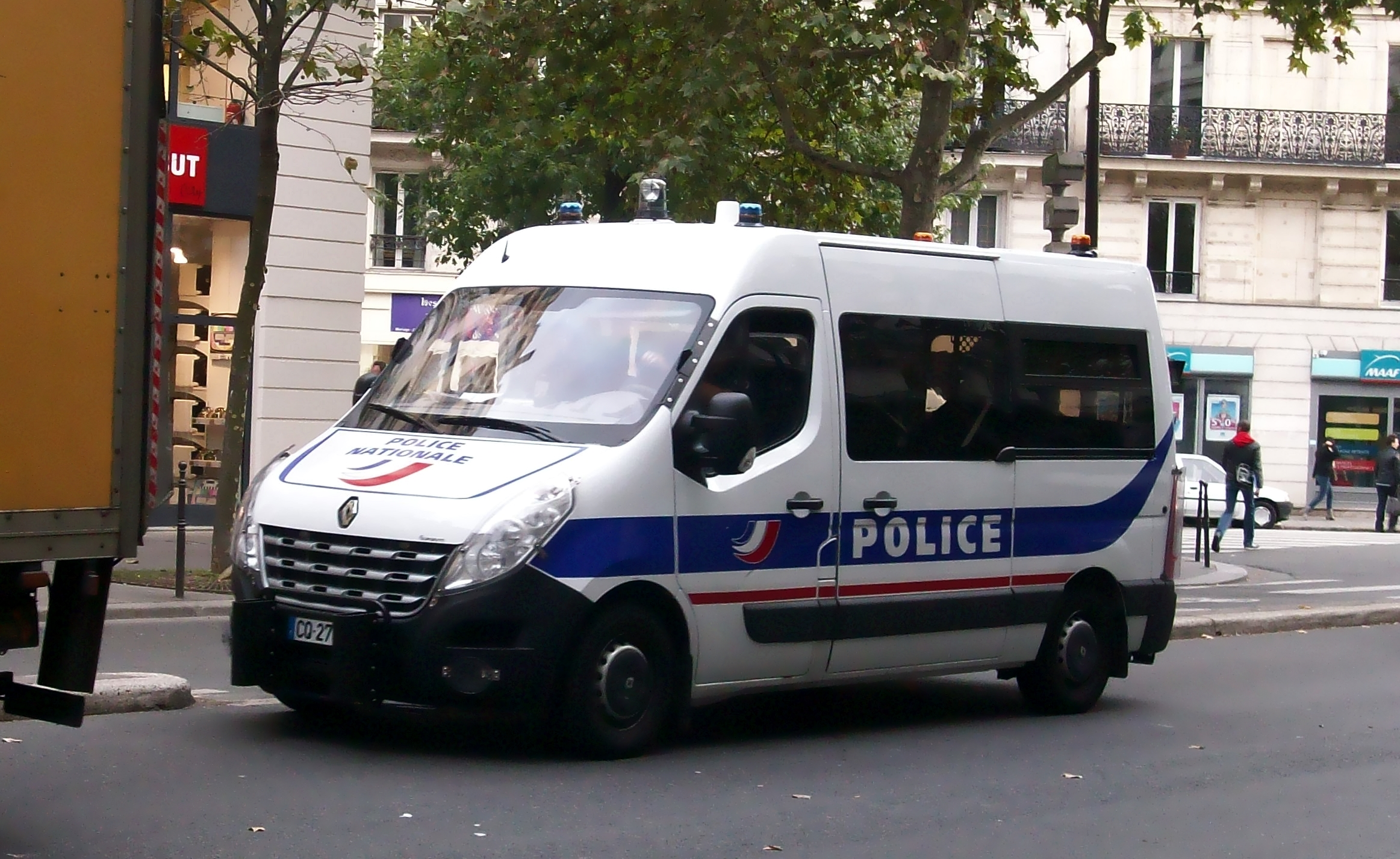
Un Master III (phase 1) de la Police nationale.
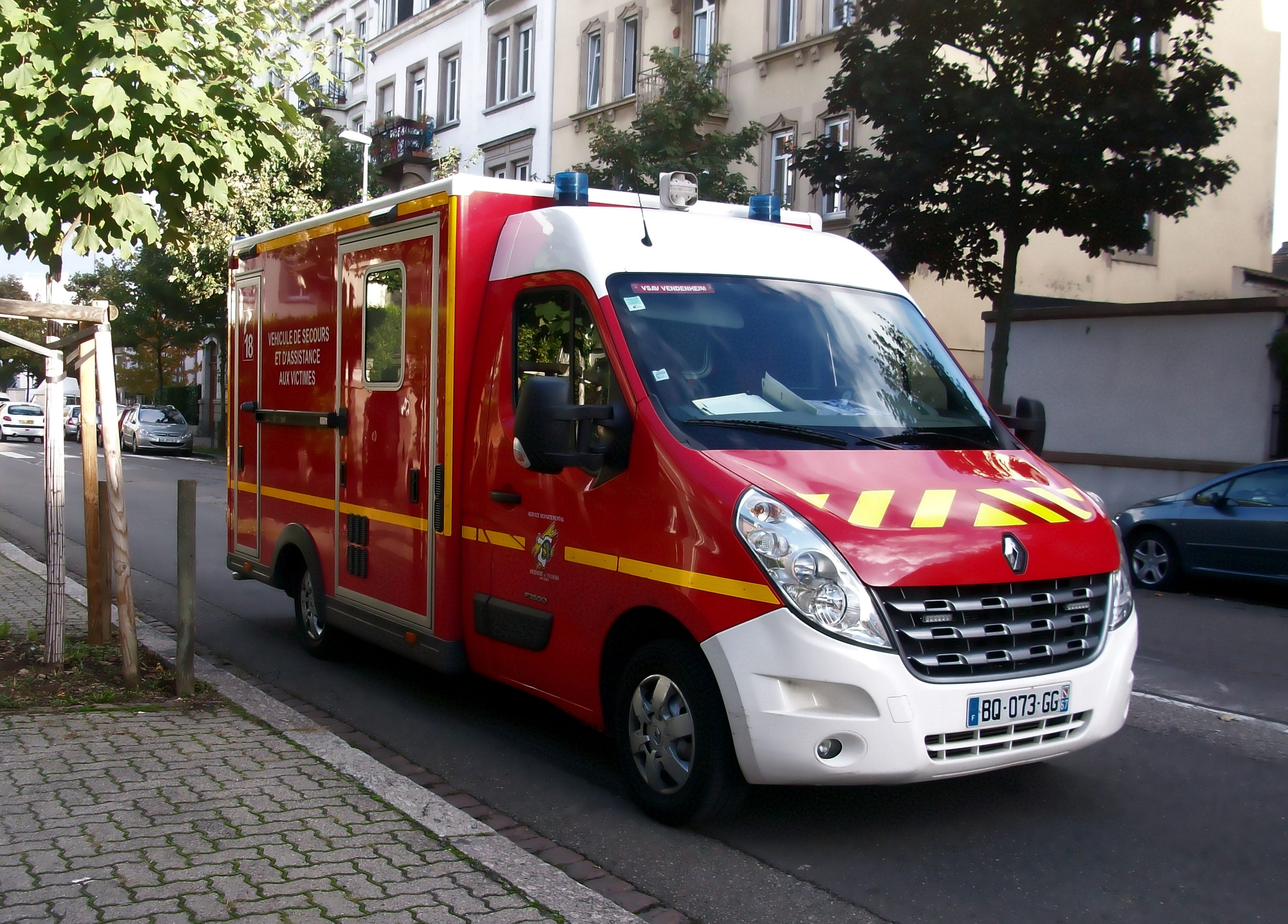
Un Master III (phase 1) en VSAV.
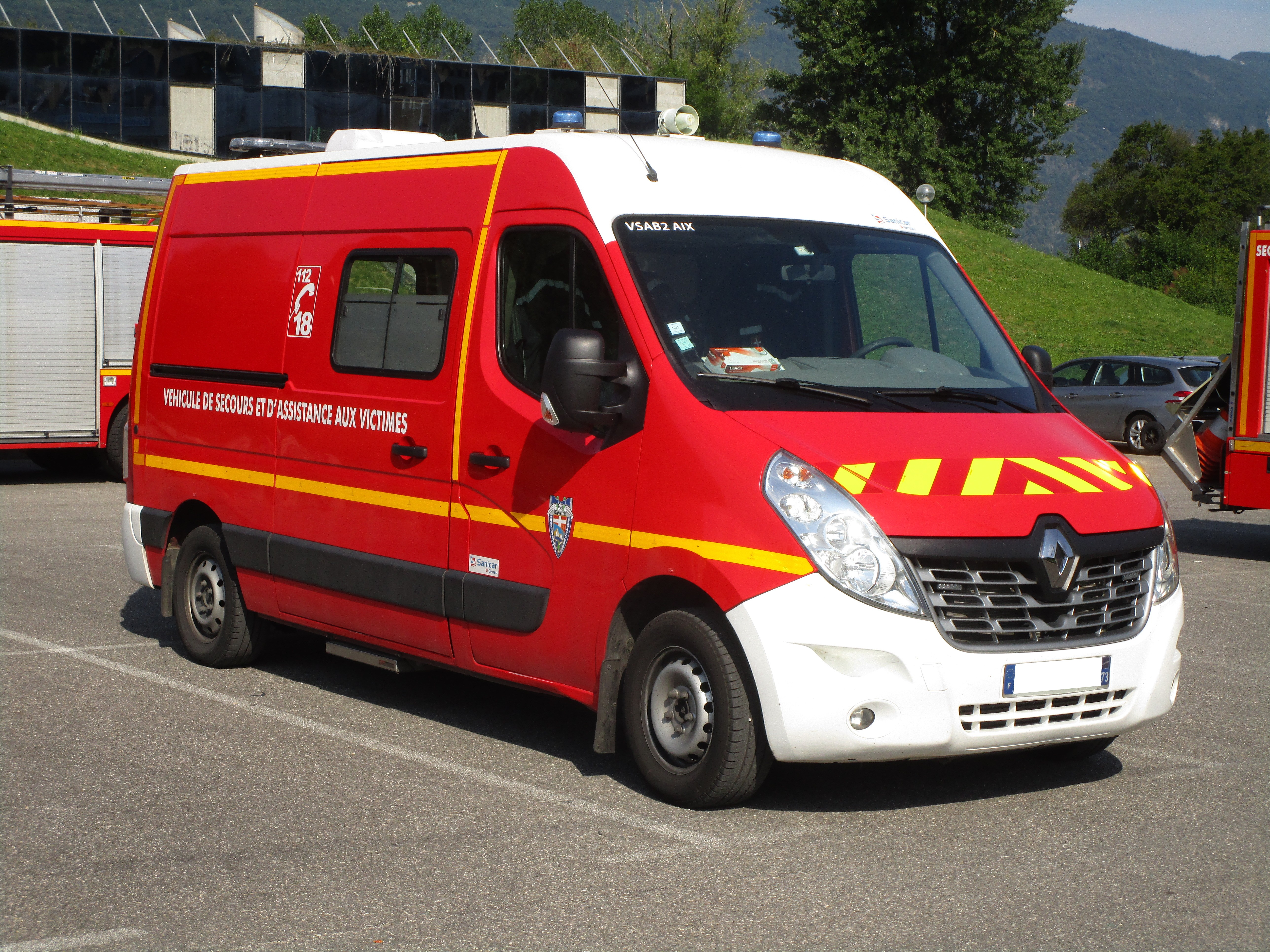
Un Master III (phase 2) L2H2 en VSAV.

### Autres pays
Le Master  est aussi utilisé par police nationale slovène, la Sûreté publique de Monaco, et la police allemande.

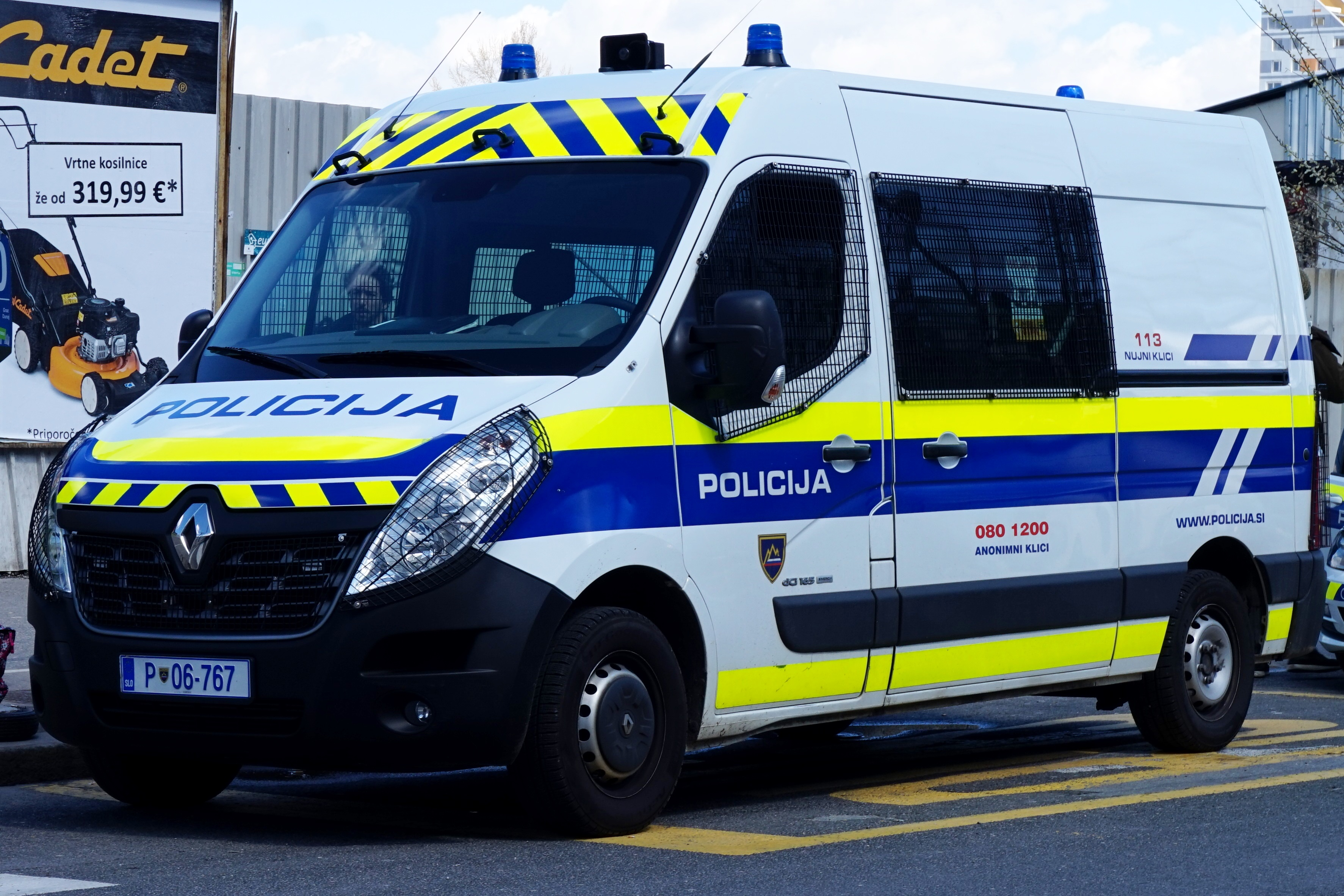
Un Master III (phase 2) de la police slovène.
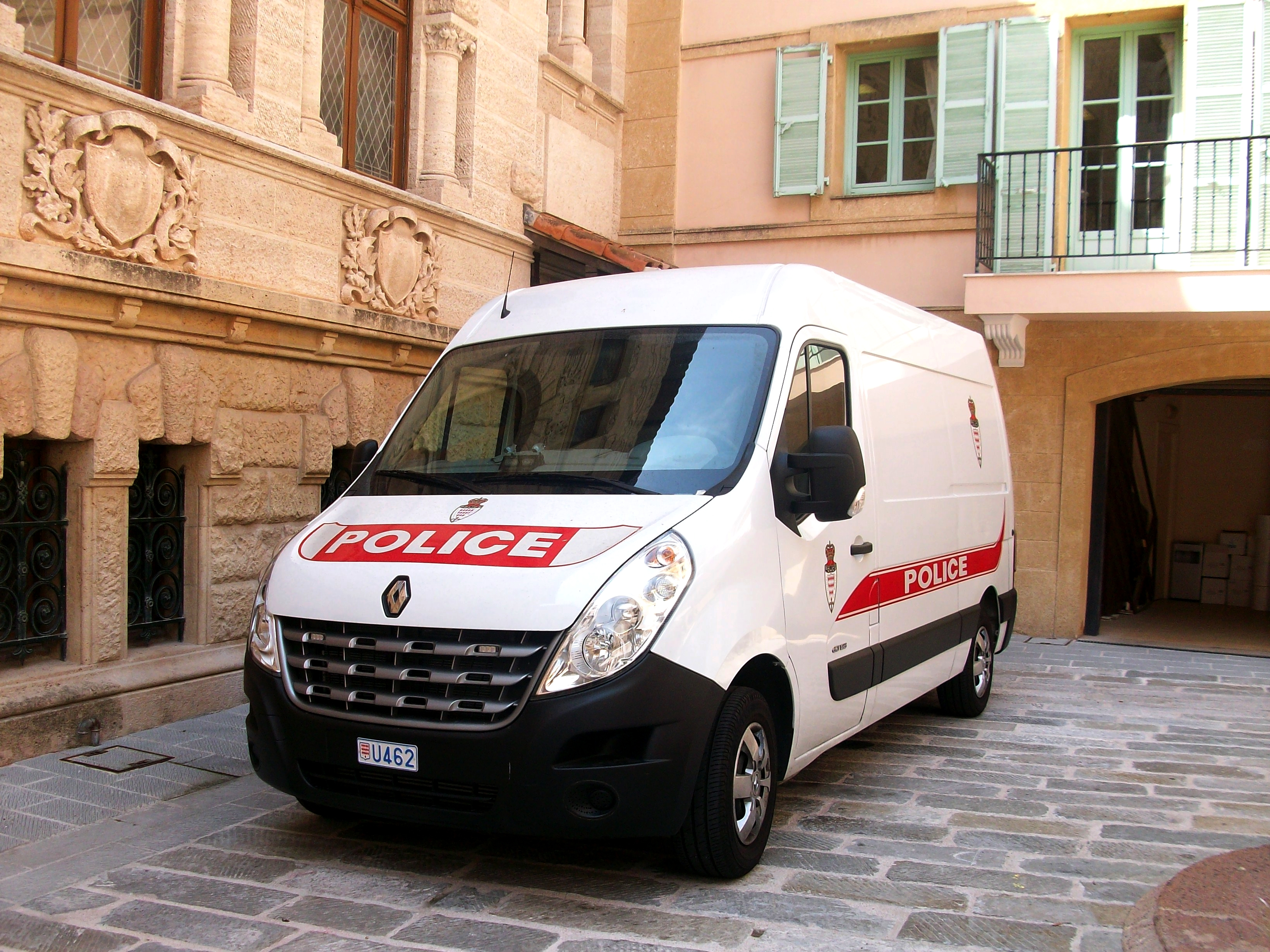
Un Master III (phase 1) de la Sûreté publique de Monaco.
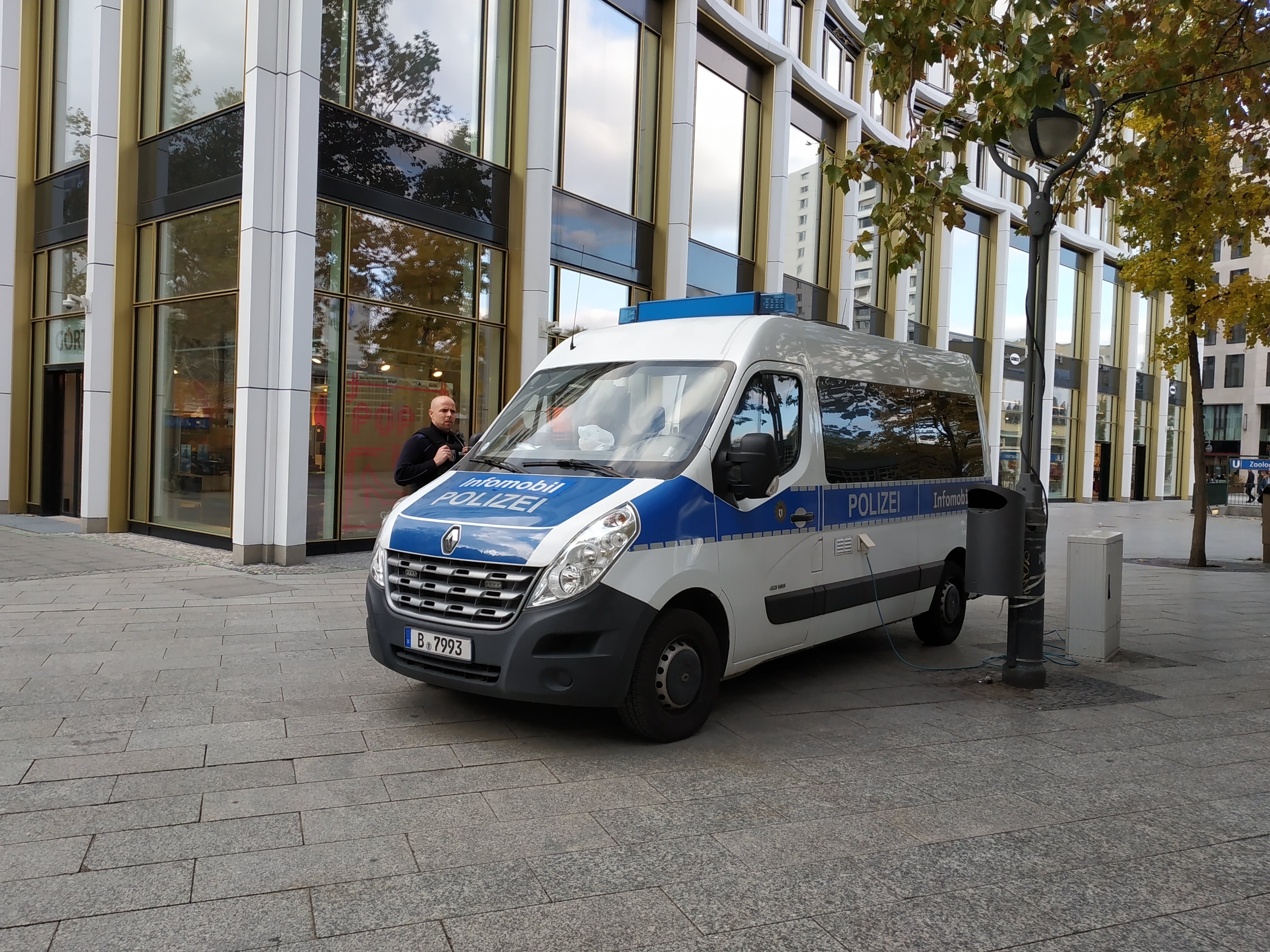
Un Master III de la police allemande.